# Champignol-lez-Mondeville
Champignol-lez-Mondeville è un comune francese di 351 abitanti situato nel dipartimento dell'Aube nella regione del Grand Est.

## Società

### Evoluzione demografica
Abitanti censiti